# GCL Mets
I Gulf Coast League Mets sono una squadra di baseball che gioca nella Minor League Baseball, affiliata attualmente ai New York Mets della MLB, giocano nello stadio Tradition Field che conta 7 160 posti a sedere.
La squadra venne fondata nel 1988. Vinse per due volte la lega, nel 1997 e nel 1999. Il suo roster è composto da un massimo 35 giocatori e non può avere più di 12 giocatori sopra i 20 anni e non più di 4 giocatori sopra i 21 anni. Inoltre i giocatori non possono avere più di due anni di servizio a questo livello.
I GCL Mets nel 2012 non presero parte a nessun campionato.

## Roster attuale
Aggiornato il: 23 aprile 2017